# Сантьяго (комуна)
Сантьяго (ісп. Santiago) — комуна в Чилі. Центральна міська комуна міста Сантьяго. Комуна входить до складу провінції Сантьяго і Столичного регіону.
Територія — 23,2 км². Чисельність населення — 404 495 мешканців (2017). Щільність населення — 17 435,1 чол./км². 

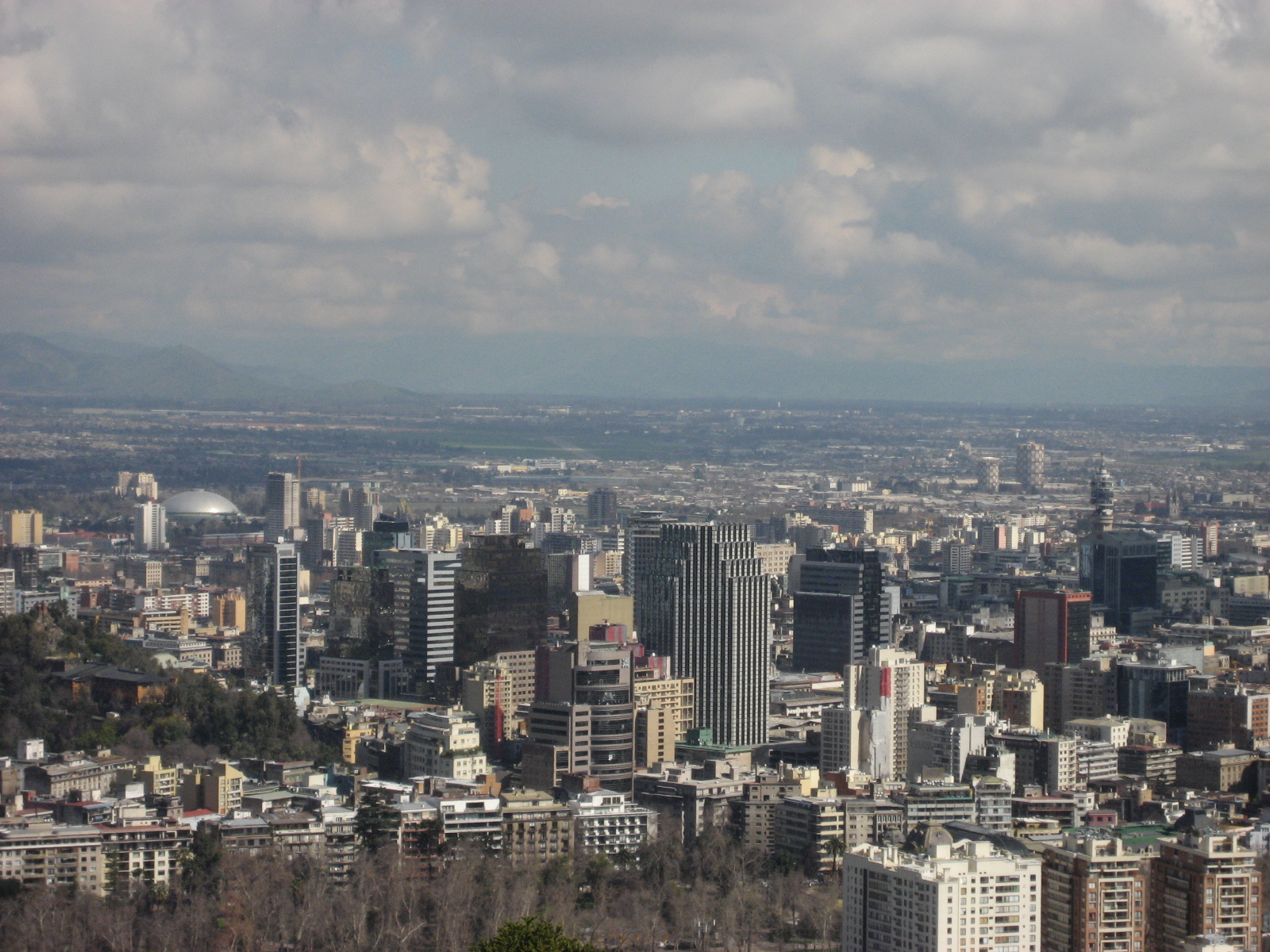
Панорама Сантьяго

## Розташування
Розташована в центрі міста Сантьяго. Комуна межує:
- на півночі — з комунами Індепенденсія, Реколета
- на сході — з комунами Провіденсія, Нюньйоа
- на півдні - з комунами Педро-Агуїрре-Серда, Сан-Мігель, Сан-Хоакін
- на заході — з комунами Кінта-Нормаль, Естасьйон-Сентраль